# Банке (район)
Банке (непальск. बाँके जिल्ला) — один из 75 районов Непала. Входит в состав зоны Бхери, которая, в свою очередь, входит в состав Среднезападного региона страны.
На западе граничит с районом Бардия, на севере и востоке — с районами Данг и Сальян зоны Рапти, на юге — с индийским штатом Уттар-Прадеш. Площадь района — 2337 км². Административный центр — город Непалгандж. Большая часть территории района находится в бассейне реки Рапти, за исключением крайнего запада, который находится в бассейне реки Бабаи. Обе реки текут на юго-восток и впадают на территории Индии в реку Гхагхра (на территории Непала она известна, как Карнали)
Население по данным переписи 2011 года составляет 491 313 человек, из них 244 255 мужчин и 247 058 женщин. По данным переписи 2001 года население насчитывало 385 840 человек.